# Сальтопус
Сальтопус (лат. Saltopus )  — род вымерших архозавров из клады динозавроморф, обитавших в позднем триасовом периоде на территории Шотландии. Это одна из самых известных рептилий Элгина. По мнению некоторых учёных является динозавром.

## Описание

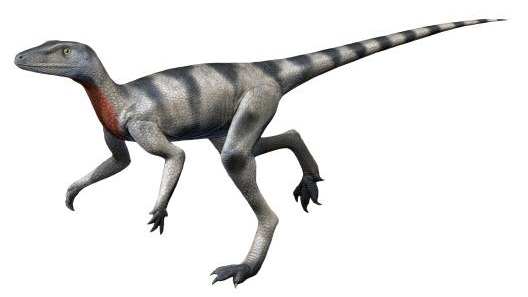
Реконструкция

Сальтопус  известен только по одному частичному скелету без черепа, но с частями позвоночника, передними конечностями, тазом и задними конечностями. В основном они сохранились в виде отпечатков или естественных слепков в песчанике; очень мало костного материала. Он был размером с домашнюю кошку и примерно   80-100 см . У него были полые кости, как у птиц и других динозавров. Он мог весить около 1 кг. В 2016 году его длина оценивалась в 50 см, высота в бедрах — 15 см, а вес — 110 г. Большая часть длины приходилась на хвост. У него были передние конечности с уменьшенными в размере четвертым и пятым пальцами. Вопреки первоначальному описанию, в 2011 году было установлено, что крестец  состоит из двух позвонков, а не из четырех.

## История
Единственная известная окаменелость сальтопуса была обнаружена Уильямом Тейлором в карьерах Lossiemouth West & East. Он был назван и описан Фридрихом фон Хьюне в 1910 году как типовой вид Saltopus elginensis . Родовое название происходит от латинского saltare, «прыгать» и греческого πούς, pous, «нога». Специфическое название относится к его происхождению недалеко от Элгина, откуда происходят рептилии Элгина . Голотип NHMUK R.3915 был извлечен из формации Lossiemouth Sandstone, относящейся к карнийско - норийскому ярусу.

## Классификация
Сальтопус был по-разному идентифицирован как ящеротазовый динозавр, более продвинутый теропод и близкий родственник герреразаврид, но его таксономия была спорной, потому что были обнаружены только фрагментарные остатки. Некоторые исследователи, такие как Грегори С. Пол, предположили, что это может быть ювенильный экземпляр целофизидного теропода, такого как целофизис или прокомпсогнат. Раухут и Хунгербюлер в 2000 году пришли к выводу, что это примитивный динозавроморф, а не настоящий динозавр, тесно связанный с Lagosuchus. Майкл Бентон, продолжая исследования покойного Алика Уолкера, переописавшего ископаемое в 2011 году, обнаружил, что это род динозавроморф, более продвинутый, чем Lagosuchus.
Большой филогенетический анализ ранних динозавров и динозавроморф, проведенный Мэтью Бароном, Дэвидом Б. Норманом и Полом Барреттом (2017), показал, что сальтопус является примитивным представителем динозавроморф. Исследователи предполагают, что он может являться ближайшим родственником  динозавров.